# Michał Paszyn
Michał Paszyn, född 1903, död 1970, var en polsk skulptör som bodde och arbetade i Toscana i Italien.

## Offentliga verk i urval
- Prima vera, brons, inköpt 1956, framför tidigare Rådhuset, nuvarande Kulturskolan, på Västerlånggatan i Eslöv[1]